# Темплтон, Джон Маркс
Сэр Джон Маркс Те́мплтон (англ. John Marks Templeton, 29 ноября 1912 года — 8 июля 2008 года) — американский и английский инвестор и филантроп, бо́льшую часть своего состояния пожертвовавший на нужды религии и науки.

## Биография
Джон Темплтон родился в городе Уинчестере (штат Теннесси) в 1912 году в семье с хорошим достатком. Отец занимался бизнесом: владел хлопкоочистительной машиной и складами для хлопка; компанией, продававшей удобрения, страховым агентством и др. Мать как активная прихожанка пресвитерианской церкви занималась благотворительностью.
С 1930 по 1934 год Темплтон учился в Йельском университете, где изучал экономику.
Во время учёбы в университете был связан с Братством Дзета Пси и избран членом тайного общества Элайху. В 1934 году стал лучшим выпускником курса. Получил стипендию Родса для обучения в Оксфордском университете. Изучал также право в Оксфордском университете, где впервые встретил Микеланджело Антониони, с которым его впоследствии связала многолетняя дружба.
Всю жизнь Темплтон состоял в пресвитерианской церкви и был в течение 42 лет членом попечительского совета Принстонской теологической семинарии, кроме того, 12 лет состоял его председателем.
Темплтон стал миллиардером, первым использовав диверсифицированные международные взаимные фонды. Его фонд Templeton Growth (инвестиционный фонд), основанный в 1954 году, был среди первых, что сделали инвестиции в экономику Японии в середине 1960-х годов. Он покупал по сотне акций каждой компании по цене менее 1 доллара США за акцию в 1939 году и получил прибыль, продавая их в течение 4 лет. С 1954 по 1999 год, когда Темплтон управлял Templeton Growth Fund, каждые первоначально вложенные 10 000 долларов превратились в 2 млн долларов со среднегодовой доходностью 14,5 %.
В 2006 году Джон Темплтон находился на 129-м месте в списке самых богатых людей, созданном английской газетой Санди Таймс. Он отверг технический анализ состояния рынка акций, использовав вместо него фундаментальный анализ. Журнал Money в 1999 году назвал его «возможно, самым великим собирателем акций XX века».
В 1968 году Темплтон отказался от гражданства США из-за высоких налогов, получил двойное гражданство — Багамских островов и Великобритании, жил в Нассау на Багамских островах, где и скончался от пневмонии в возрасте 95 лет.
В 1996 году Темплтон был помещён в Зал славы американского бизнеса.

## Семья
В 1937 году женился на Юдит Фолк. У них было трое детей: Джон Темплтон-младший, Энн и Кристофер. Юдит Фолк-Темплтон умерла в 1951 году. В 1958 году вновь женился — на Айрин Рейнолдс Батлер (скончалась в 1993 году).

## Благотворительность
В благотворительных целях Темплтон учредил Фонд Джона Темплтона, Темплтоновскую премию, Темплтоновскую библиотеку в городе Сьюани (англ. Sewanee) в своём родном штате Теннесси.
В 1984 году он пожертвовал крупную сумму Оксфордскому центру изучения менеджмента (англ. Oxford Centre for Management Studies) для преобразования его в колледж (Темплтон-колледж (англ. Templeton College) Оксфордского университета) с упором на изучение бизнеса и менеджмента (был объединён с бизнес-школой Саида (англ. Saïd Business School) того же университета). В 2007 году Темплтон-колледж продал свою образовательную программу бизнес-школе Саида. В октябре 2008 года Темплтон-колледж объединён с Грин-колледжем (англ. Green College), в результате чего создан колледж Грина—Темплтона (это одно из самых исключительных слияний в истории Оксфордского университета).
За благотворительную деятельность в 1987 году Джон Темплтон был возведён в рыцари королевой Елизаветой II.
В 2007 году журналом Тайм Темплтон был назван в числе ста самых влиятельных людей. Такая честь была ему оказана за его «стремление к духовному пониманию через научные исследования» в связи с учреждением Фонда Джона Темплтона.

## Сочинения
- Riches for the Mind and Spirit: John Marks Templeton's Treasury of Words to Help, Inspire, and Live By, 2006. ISBN 1-59947-101-9 (англ.)
- Faithful Finances 101: From The Poverty Of Fear And Greed To The Riches Of Spiritual Investing, 2005. ISBN 1-932031-75-8 (англ.)
- Golden Nuggets from Sir John Templeton, 1997. ISBN 1-890151-04-1 (англ.)
- Discovering the Laws of Life, 1994. ISBN 0-8264-0861-3 (англ.)
- Is God the Only Reality? Science Points to a Deeper Meaning of the Universe, 1994. ISBN 0-8264-0650-5 (англ.)
- Templeton Plan: 21 Steps to Personal Success and Real Happiness, 1992. ISBN 0-06-104178-5 (англ.)
- The humble approach: Scientists discover God, 1981. ISBN 0-8164-0481-X (англ.)

### Комментарии
1. ↑  Известный британский финансист Роджер Бутл называет Темплтона «легендарным королем инвестиций»[2].